# Nevill Maskelyne Smyth
Sir Nevill Maskelyne Smyth VC KCB (* 14. August 1868 in Westminster, London; † 21. Juli 1941 in Balmoral, Southern Grampians Shire, Victoria) war ein Generalmajor der im Ersten Weltkrieg die australische 2nd Division befehligte.

## Leben
Er wurde als Sohn von Sir Warington Wilkinson Smyth (1817–1890), eines Mineralogen, und seiner Frau Anna Maria Antonia (1827–1909, geborene Story-Maskelyne) geboren.

### Frühe Militärkarriere
Nach seiner Ausbildung an der Westminster School absolvierte er 1888 das Royal Military College in Sandhurst und wurde als Second Lieutenant zu den 2nd Dragoon Guards (Queen’s Bays) nach Indien versetzt. 1890 wurde er den Royal Engineers zugeteilt, um bei einer Eisenbahnvermessung während der Zhob-Tal-Expedition in Belutschistan zu helfen. 1896 waren die Queen’s Bays in Kairo stationiert, als General Kitchener im Begriff war, seine Offensive gegen das Khalifat Omdurman im Sudan zu starten. Während Großbritannien darauf bedacht war, den Tod von General Gordon in Khartoum zu rächen, half Smyth, einige der Nil-Katarakte zu kartieren, um für den Vorstoß gegen Omdurman bereit zu sein. In einer frühen Aktion des Krieges hatte Leutnant Smyth die Führung der Maschinengewehre an Bord eines Flussschiffes der Royal Navy, das Metemmeh bombardierte. Smyth war danach Nachrichtenoffizier und Ordonnanz von Generalmajor Sir Archibald Hunter, dem Kommandeur der ägyptischen Division. Am 2. September 1898 griffen Kitcheners anglo-ägyptische Streitkräfte in der Schlacht bei Omdurman an. Als die Schlacht endete, wollte ein Derwisch zwei Kriegskorrespondenten aufspießen. Smyth galoppierte sofort dazwischen und erschoss den Mann, obwohl er dabei selbst schwer mit einem Speer verletzt wurde. Für diese Aktion wurde er mit dem Victoria Cross ausgezeichnet. Im August 1899 wurde ein Mahdi-Aufstand, der sich am Blauen Nil erhob, von Captain Smyth unterdrückt, der eine kleine Truppe befehligte, die den gegnerischen Führer Muhammad al-Sharif und zwei Söhne des Mahdi gefangen nahm. Die drei wurden nach einem summarischen Kriegsgerichtsverfahren unter dem Vorsitz von Smyth hingerichtet, der damals amtierender Gouverneur und Militärkommandant des Distrikts am Blauen Nil war. Als 1900 der Südafrikakrieg ausbrach, war Smyth damit beschäftigt, die Nil-Katarakte von Wadi Halfa bis Abessinien zu kartieren. Nachdem er eine Vermessung 322 km westlich von Khartum abgeschlossen hatte, kehrte er erst 1902 zu den Queen’s Bays in den aktiven Dienst nach Südafrika zurück. Im April 1902 wurde Smyth mit fünf Soldaten vom Kommando des General Albert abgeschnitten, er selbst lehnte den Aufruf der Buren zur Kapitulation ab und entkam auf seinem Pferd. 1903 zum Major befördert, wurde Smyth zum 6. Garde-Dragoner-Regiment versetzt, das damals in Indien stationiert war und 1908 nach Südafrika verlegt wurde. Smyth war bereits Oberstleutnant und kommandierender Offizier, als das Regiment 1912 nach England verlegte. Im folgenden Jahr erwarb er sich ein Fliegerführerzeugnis. Obwohl er dem Royal Flying Corps beitreten hätte können, ging er stattdessen zurück zur ägyptischen Armee. Ab Dezember 1912 zum Oberst aufgestiegen, war er ab 1913 bis zum Kriegsausbruch Kommandant des Distrikts Khartoum und bekämpfte den dortigen Sklavenhandel. In dieser Zeit erwarb er sich den ägyptischen Mecidiye-Orden und den Osmanié-Orden.

### Im Ersten Weltkrieg
Im Frühjahr 1915 gehörte Oberst Smyth zu mehreren hochrangigen Offizieren, die von Lord Kitchener an die Dardanellen geschickt wurden. Er kam im Mai 1915 in Gallipoli an und überwachte den Waffenstillstand vom 24. Mai, damit die Türken ihre Toten begraben konnten. Als Kommandeur der australischen 1. Infanterie-Brigade in der Schlacht von Lone Pine im August gewann Smyth das Vertrauen der eingesetzten Pioniertruppen. Bei der Evakuierung des Anzac-Brückenkopfes war Smyth einer der letzten Offiziere, der die Halbinsel verließ. Smyth führte seine Brigade im Sommer 1916 in Frankreich durch die schweren Kämpfe um Pozières und Mouquet Farm in der Schlacht an der Somme, und am Ende des Jahres erhielt er als Generalmajor das Kommando über die australische 2nd Division. Seine Truppen nahmen an der Verfolgung der Deutschen bis zur Hindenburg-Linie und der Eroberung von Bapaume teil, im Frühjahr und Herbst 1917 folgte der Einsatz die Schlacht von Bullecourt und die Dritte Ypernschlacht. Smyth wurde 1916 als Companion des Order of the Bath ausgezeichnet, 1919 zum Knight Commander des Order of the Bath (KCB) geschlagen und mit dem belgischen Croix de Guerre und als Offizier der französischen Ehrenlegion ausgezeichnet. Nachdem ihm Generalmajor Charles Rosenthal als Befehlshaber der 2nd Division nachfolgte, befehligte Smyth in den letzten Monaten des Krieges kurz die britische 58. Division und zuletzt die 59. Division, die er Ende Oktober 1918 bei der Befreiung von Lille mit taktischem Geschick führte.

### Nachkriegszeit
Nach dem Waffenstillstand kontrollierte er die meisten Kanalhäfen und wurde 1919 zum Generaloffizier ernannt, der die 47. Division der Territorialarmee befehligte.
Am 23. Juli 1918 hatte Smyth in der Pfarrkirche Holy Trinity in Chelsea Mrs. Evelyn Olwen (* 24. Mai 1884 in Penrhyndeudraeth, Wales; † 29. September 1960 in Portland, Glenelg Shire, Victoria), die Tochter von Colonel Sir Osmond Williams, Baronet und Lord Lieutenant von Merionethshire geheiratet. Das Paar hatte drei Kinder, die in Großbritannien geboren wurden.
In seiner langen militärischen Karriere wurde Smyth elfmal in Kriegsdepeschen erwähnt. Er betrachte die Australier als die besten Truppen, mit denen er zusammen gekämpft hatte und wolle auch unter ihnen in ihrem Land leben. Smyth zog sich demgemäß 1924 aus der britischen Armee zurück. Die Familie Smyth wanderte 1925 nach Australien aus und ließ sich auf einem Weidegrundstück in Balmoral, Victoria nieder. Er interessierte sich für die politischen Angelegenheiten seines Distrikts und war 1931 ein erfolgloser Kandidat der Nationalistischen Partei für eine eingetretene Vakanz im Senat von Victoria, die durch den Tod von Generalmajor Harold Elliott verursacht wurde. Smyth verstarb am 21. Juli 1941 in seinem Haus in Balmoral und wurde auf dem örtlichen Friedhof begraben.